# Бабичи (Михалишковский сельсовет)
Бабичи (бел. Бабічы) — деревня в Островецком районе Гродненской области Беларуси. Входит в состав Михалишковского сельсовета. Расположена в 33 км от города Островец, в 36 км от железнодорожной станции Гудогай, в 333 км от Гродно. Население 5 человек (2014).

## История
В XIX веке деревня находилась в составе поместья Свираны в Свенцянском уезде Виленской губернии. Являлась частью Александровской волости, относилась к Желядские сельской общины. В 1921 году — под юрисдикцией Польши. В ноябре 1939 года присоединена к БССР. 12 октября 1940 года деревня включена в состав Жукойненскага сельсовета Свиранскага района Вилейской области.
Во время Великой Отечественной войны с конца июня 1941 года до начала июля 1944 года Бабичи оккупированы немецкими войсками.
20 сентября 1944 году поселение включено в состав Молодеченской области. В 1950 году образован колхоз имени Пушкина, который затрагивал Бабичи. С 31 августа 1959 года деревня включена в состав Островецкого района. В 1990 году Бабичи вошли в колхоз имени Кирова с центром в деревне Михалишки.